# Rundtang
En rundtang, i smykkebranchen ofte kaldet rosenkranstang, er en tang, som kan bruges til at forme metaltråd. Den er kendetegnet ved, at dens kæber har et omtrentligt rundt tværsnit, og har en diameter, der spidser til mod enderne. Rundtangen er hærdet og poleret med en glat overfladefinish.

## Brugen
Man bruger en rundtang til at gribe med uden at klemme. For at dreje en løkke skal man gribe tråden og dreje sit håndled - og ikke tråden. En rundtang er almindeligvis brugt i elektronik, bl.a. til at danne en løkke for enden af en ledning, og i smykkefremstilling til at danne en række forskellige bøjninger i wirer. En rundtangen kan således anvendes til at sno ståltråd, og på den måde lave øjer i fx kæder og smykker.

## Variationer
Ofte har rundtænger isolerende håndtag til udførsel af sikkert elektrikerarbejde, et fjeder-monteret led til let åbning og lukning samt komfortable greb om håndtagene for at gøre dem nemme at manipulere.
Variationer, der især foretrækkes af juvelerer, omfatter rundtænger, hvor en af kæberne er flad snarere end rund (til fremstilling af kæder), samt kæber med forskellige diametre (for at kunne lave forskellige løkker med ståltråden), eller ikke-tilspidsede kæber. Ligesom med mange andre tænger kan der sidde en trådklipper eller en klemme nedenfor kæberne.